# Bolvir
Bolvir ist eine Gemeinde (Municipio) mit 497 Einwohnern (Stand: 2024) in der Provinz Girona in der Comarca Cerdanya in Spanien. Zur Gemeinde gehören neben dem Hauptort Bolvir die Ortschaften La Corona, Les Espiraltes, La Ferratgata, Raval de Castell, La Pleta, El Remei und Talltorta. 

## Lage
Bolvir liegt etwa 220 Kilometer nordöstlich von Lleida und etwa 150 Kilometer nordwestlich von Girona in den Pyrenäen einer Höhe von ca. 1145 m nahe der Grenze zu Frankreich. Der Segre begrenzt die Gemeinde im Süden.

## Einwohnerentwicklung
| 1970 | 1981 | 1991 | 2001 | 2011 | 2021 |
| ---- | ---- | ---- | ---- | ---- | ---- |
| 305  | 208  | 226  | 267  | 403  | 490  |

## Sehenswürdigkeiten
- archäologische Fundstätte von El Castellot
- Cäcilienkirche von Bolvir
- Clemenskirche von Talltorta
- Wallfahrtskapelle
- Marienkapelle in Bolvir
- Haus von Torre del Remei

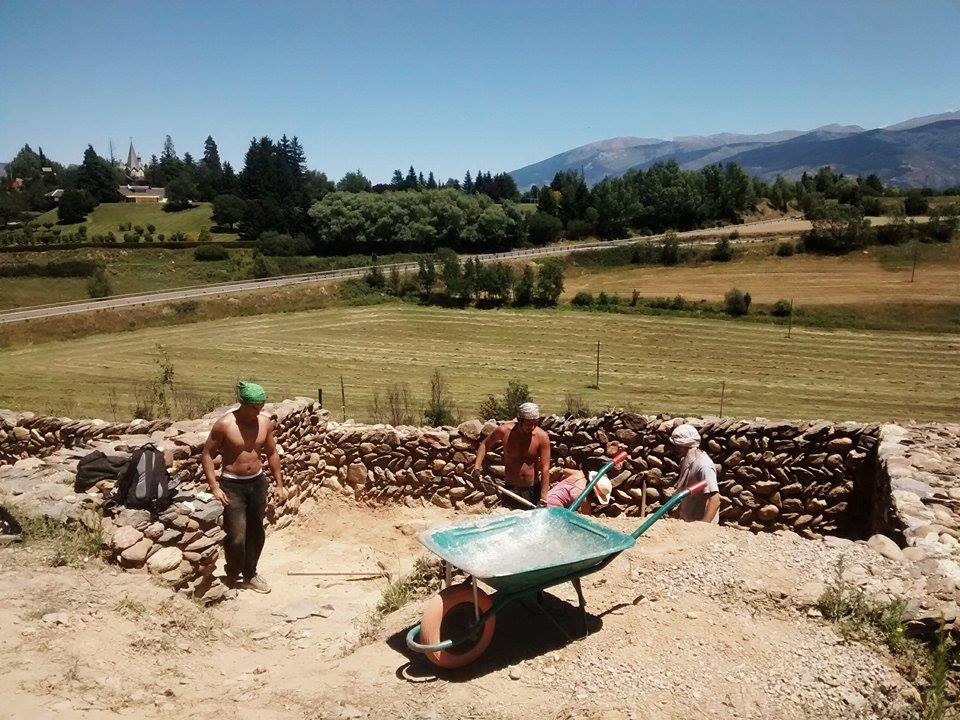
Fundstätte von El Castellot
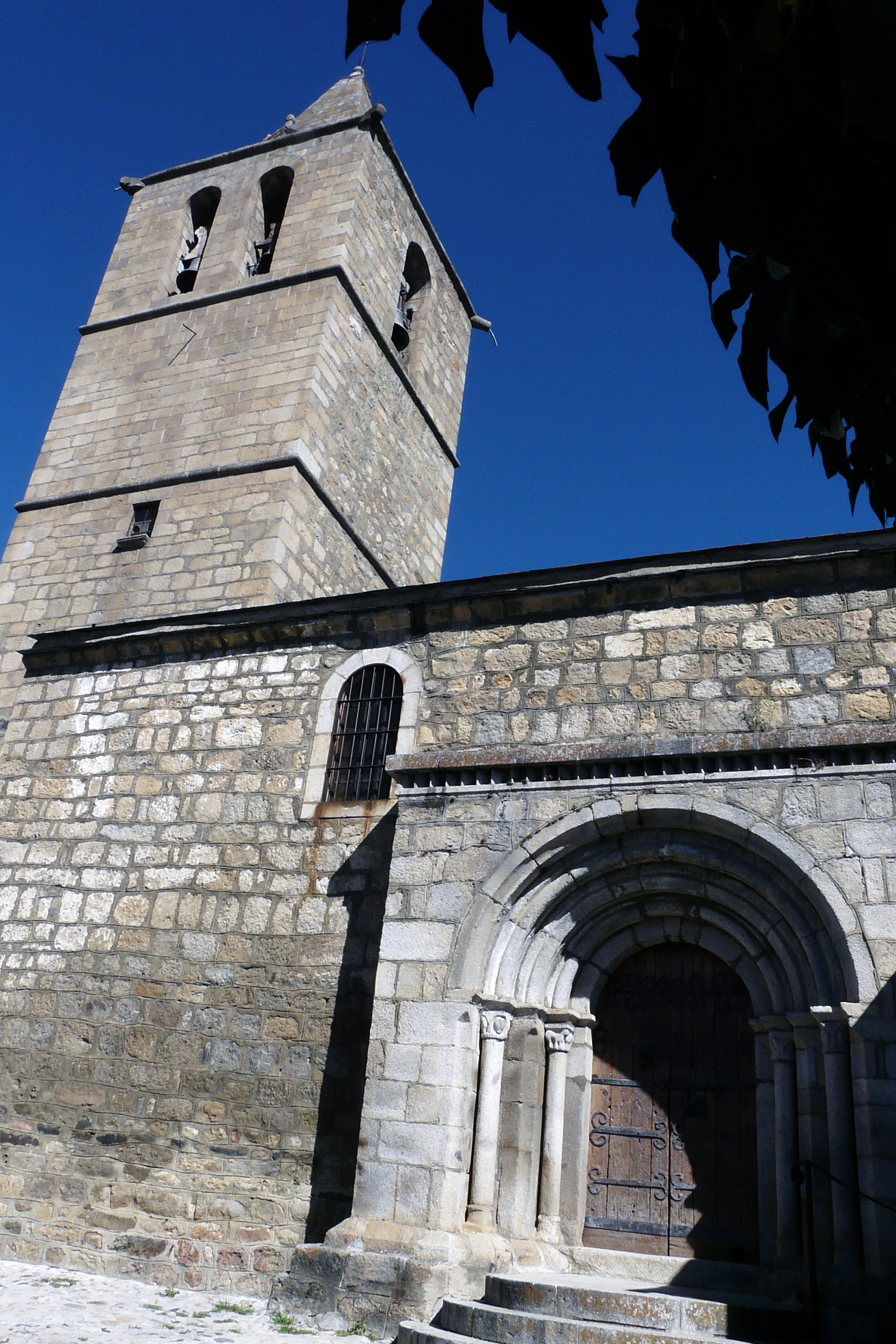
Cäcilienkirche
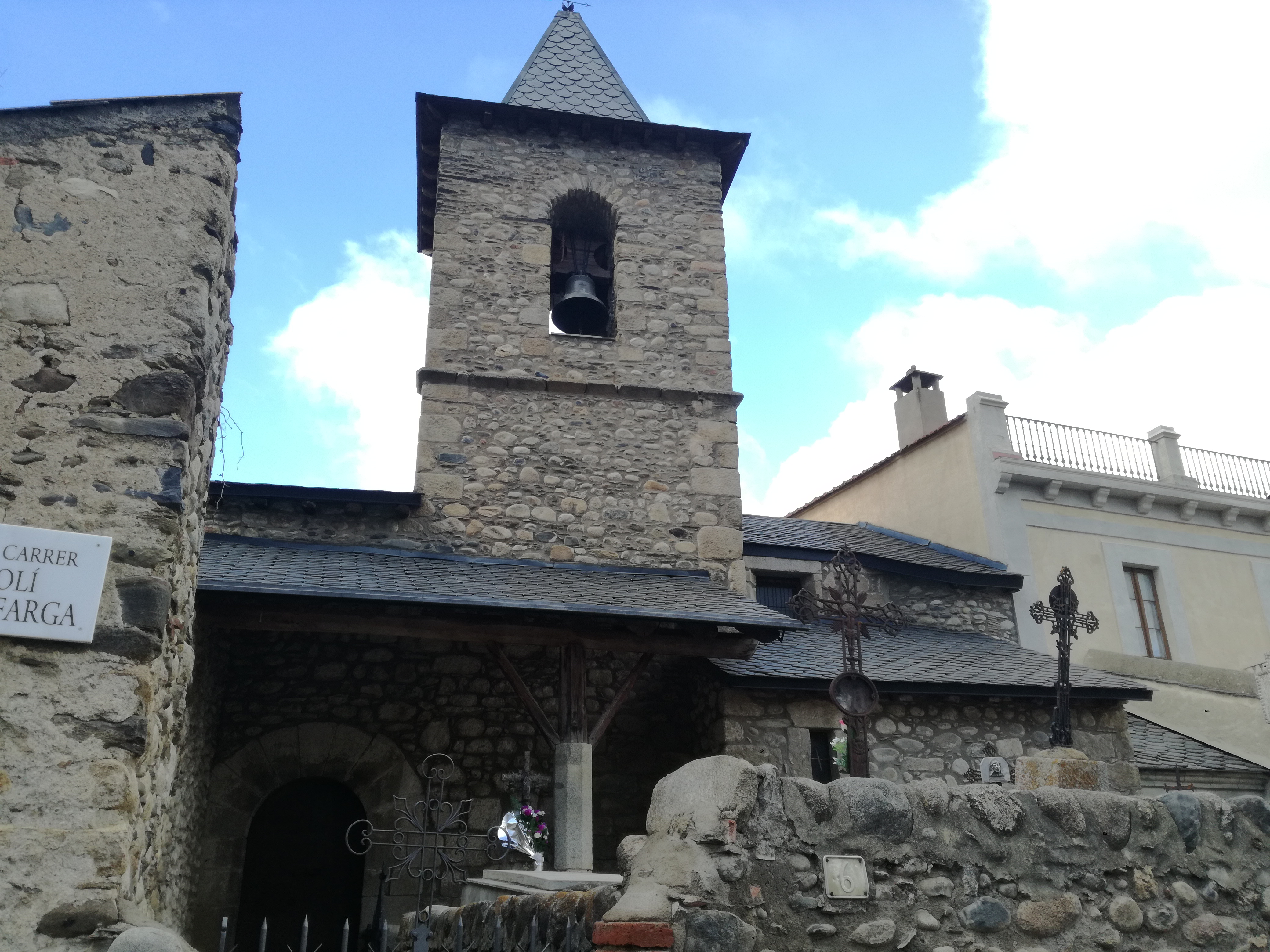
Clemenskirche
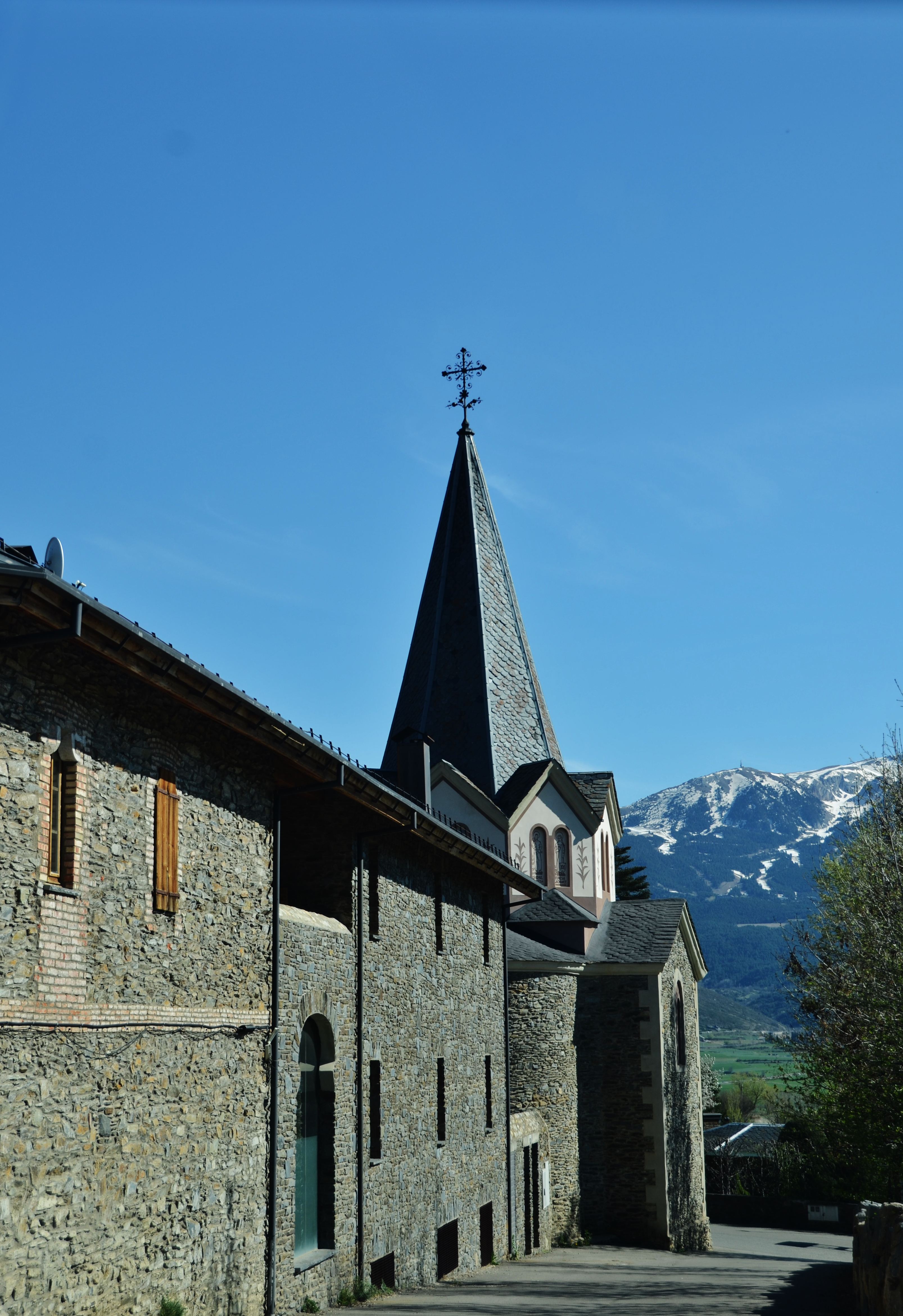
Wallfahrtskapelle
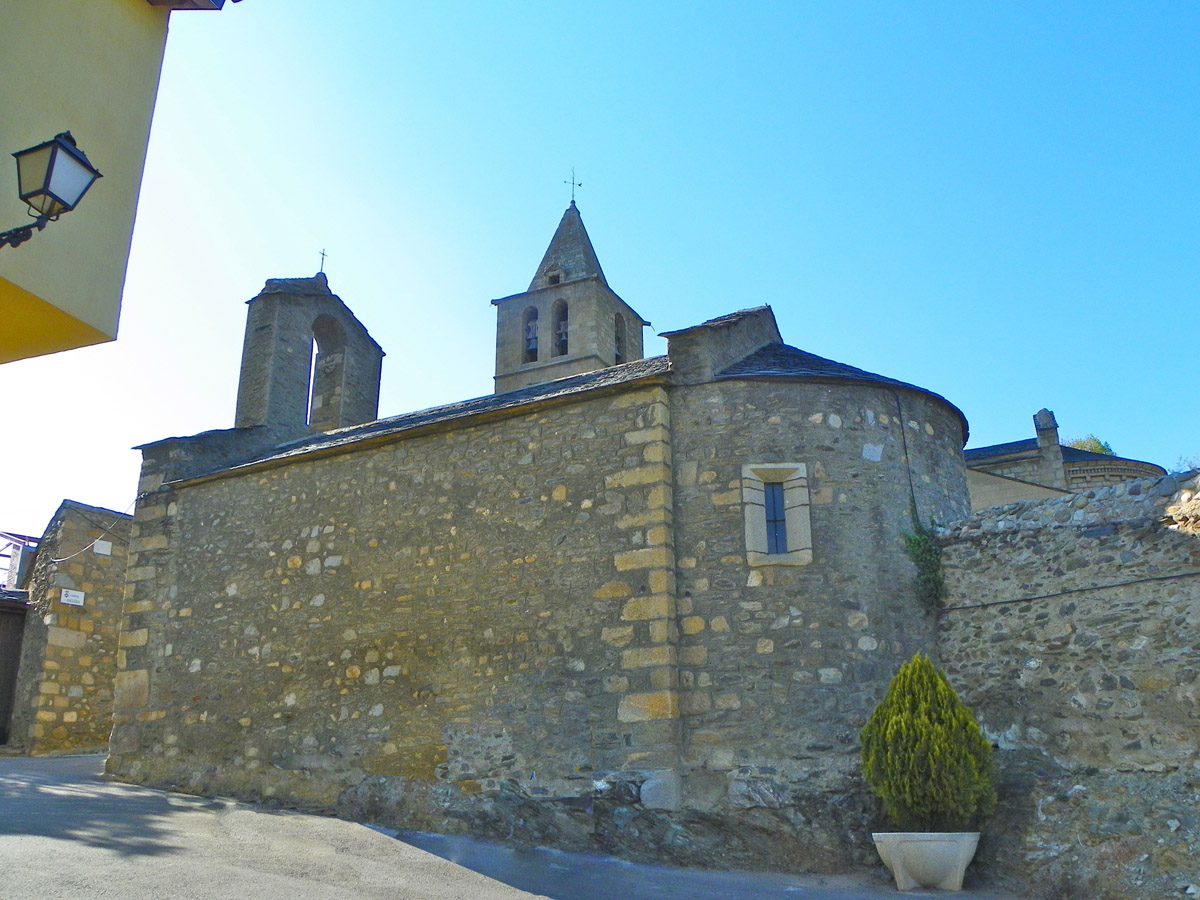
Marienkapelle
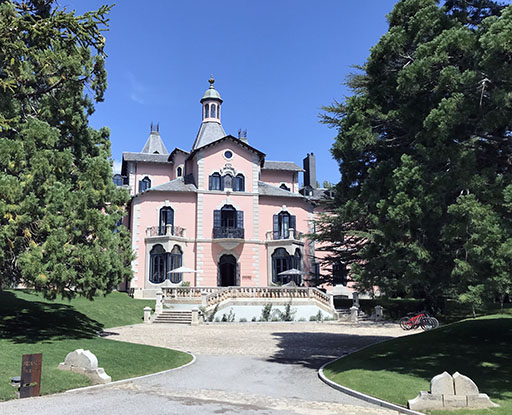
Haus von El Remei